# سنجاب زمینی آفریقایی
سنجاب زمینی آفریقایی (نام علمی: Xerus) نام یک سرده از تبار خشکی‌سنجاب‌ها است.